# When I Kissed the Teacher
When I Kissed the Teacher, arbetstitel: Río de Janeiro , är en sång av den svenska popgruppen Abba. Den är öppningsspåret på deras studioalbum "Arrival" från 1976 .

## Video
Abba spelade in en video till låten, där Abba-medlemmarna agerar skolungdomar, och Magnus Härenstam spelar läraren som blir kysst av Agnetha Fältskog .

## Coverversioner
- Ingela "Pling" Forsman skrev en text på svenska som heter När jag kysste lärar'n, som spelades in av Growing Girls 1982. [4], och låg på Svensktoppen i två veckor under perioden 18-25 april 1982. [5] med denna text spelades låten även in av det svenska dansbandet Leif Bloms, och låg som B-sida på singeln Jag sjunger för dej (I Write You a Love Song) 1991 [6] samt på albumet Dej ska jag älska all min tid 1993 [7].
- San Francisco Gay Men's Chorus spelade 1997 in en cover på sången på sitt album ExtrABBAganza!.
- The Magick Heads från Nya Zeeland spelade in melodin på sitt tributalbum ABBAsalutely.
- Studio 99 släppte en version på sitt album "Studio 99 Perform A Tribute To ABBA, Vol. 2" 2006.